# Tartak

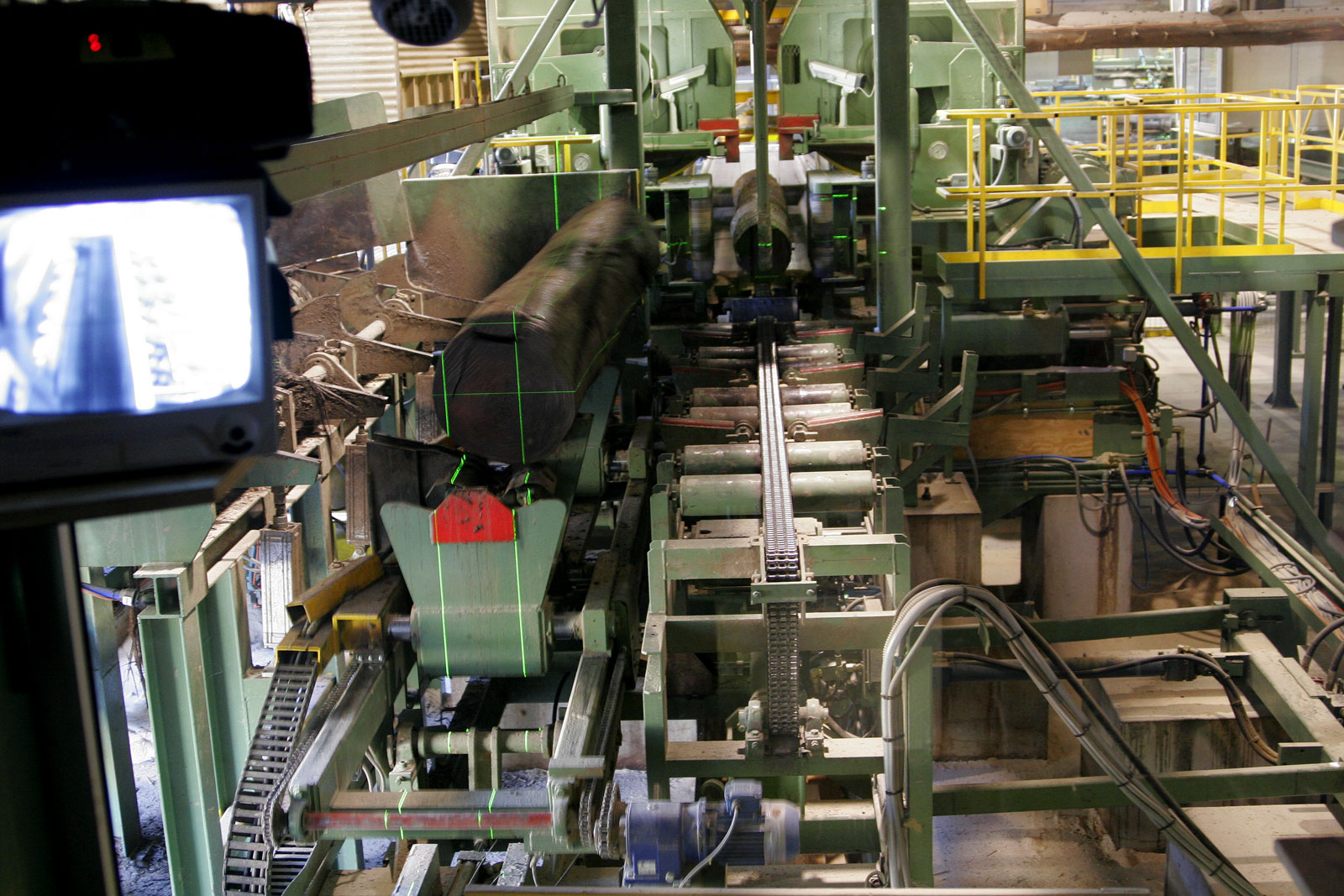
Wnętrze nowoczesnego tartaku w stanie Wiktoria (Australia)

Tartak (reg. troc) – zakład, w którym dokonuje się przerobu drewna okrągłego na tarcicę w procesie technologicznym tarcia (inaczej: przecierania), czyli rozpiłowywania za pomocą urządzenia zwanego trakiem. Tarcicę przerabia się na elementy drewniane określonego przeznaczenia (łaty giętarskie, części meblarskie, stolarkę budowlaną, a także fryzy posadzkowe).
Tartak składa się z trzech podstawowych wydziałów produkcyjnych:
- plac surowca,
- hala tartaczna,
- skład tarcicy[1].